# Бен Чилуел
Бенджамин Джеймс Чилуел (на английски: Benjamin James Chilwell; роден на 21 декември 1996 г. в Милтън Кийнс) е английски футболист, играе като ляв бек, и се състезава за английския Кристъл Палас.

## Клубна кариера
Чилуел е продукт на футболната академия на Лестър Сити. През сезон 2014/15 печели наградата за Най-добър футболист на академията.
Новия мениджър на клуба Клаудио Раниери го вика в първия състав за предсезонната подготовка преди сезон 2015/16. Професионалния си дебют прави в мач от турнира Kупа на лигата срещу Хъл Сити. Чилуел играе през всичките 120 минути, а Лестър губи след 1-1 и 5-4 при изпълненията на дузпите.
На 19 ноември 2015 година Бен преминава под наем в отбора от Чемпиъншип Хъдърсфийлд до 3 януари 2016 година. Дебюта си за отбора прави на 28 ноември 2015 година при загубата с 3-0 от Мидълзбро.
На 20 януари 2016 година Чилуел прави своя домакински дебют за Лестър при загубата с 0-2 от Тотнъм в мач от третия кръг на турнира ФА Къп.
На 28 юли 2016 година подписва нов договор с Лестър до 2021 година.
През сезон 2017/18 новия мениджър на клуба Клод Пюел започва да налага Чилуел като титуляр на поста ляв бек за сметка на австриеца Кристиан Фукс.

## Национален отбор
През 2014 година Чилуел изиграва три мача за Националния отбор на Англия до 18 години, след което през същата година е повикан в Англия до 19 години, който представлява в шест срещи. През 2016 година изиграва три мача за Англия до 20 години, в които отбелязва и един гол.
От 2016 година Чилуел е част от Националния отбор до 21 години, за който е изиграл осем мача.